# Anomis designans
Anomis designans là một loài bướm đêm trong họ Erebidae.